# 拓跋宁丛
拓跋宁丛（?—?），拓跋党项在隋朝时的首领，西夏的先祖。
开皇五年（585年），拓跋宁丛等各率部众到旭州内附，被隋文帝授为大将军，其部下各有所差。十六年（596年），再侵犯会州，隋文帝下诏征发陇西兵讨伐，大破其众。党项又相率请降，愿为臣子，派遣子弟入朝谢罪。隋文帝杨坚对他们说：“还语尔父兄，人生须有定居，养老长幼。而乃乍还乍走，不羞乡里邪！”从此党项对隋朝朝贡不绝。